# Jennison Heaton
Jennison Heaton, född 16 april 1904, död 6 augusti 1971, var en amerikansk bobåkare och skeletonåkare.
Heaton blev olympisk guldmedaljör i skeleton vid vinterspelen 1928 i Sankt Moritz.